# Liliane Saint-Pierre
Liliane Saint-Pierre, pseudonimo di Liliane Louise Keuninckx (Diest, 18 dicembre 1948), è una cantante belga.
Il nome d'arte le è stato suggerito da Claude François, suo primo mentore, tuttavia i due in seguito a una lite non si frequenteranno più.
In attività già negli anni Sessanta, Liliane è una delle più popolari cantanti belghe, grazie ai suoi fortunati album contenenti canzoni incise in varie lingue (olandese, francese, inglese, tedesco e italiano).
Nel 1987 ha rappresentato il Belgio all'Eurovision Song Contest con la canzone Soldier of Love, classificatasi solo all'undicesimo posto ma rivelatasi poi un hit in almeno quindici Paesi, tra cui la Cina.